# Ixcamilpa de Guerrero
Ixcamilpa de Guerrero là một đô thị thuộc bang Puebla, México. Năm 2005, dân số của đô thị này là 3602 người.